# Brug 38
Brug 38 is een vaste brug in Amsterdam-Centrum.

## Ligging
Ze is gelegen in de zuidelijke kade van de Reguliersgracht en overspant de Keizersgracht. De kademuren van de brug gaan naadloos over in die van brug 39 en brug 40, zij liggen in de kades van de Keizersgracht en over de Reguliersgracht. De brug, zelf sinds 1995 een gemeentelijk monument, wordt bovendien omringd door rijksmonumenten

## Geschiedenis
Er ligt hier al eeuwen een brug. Stadsarchitect Daniël Stalpaert tekende de brug in op het ontwerpgedeelte van zijn kaart uit 1662, Frederick de Wit op zijn kaart in 1688. De moderne geschiedenis van de brug begint in 1901, als geconstateerd wordt dat de brug enigszins verzakt is. De gemeente wilde de brug toen niet direct herstellen, aangezien ze onderzocht of vanwege de aanleg van een tram ze zou overgaan tot demping van de Reguliersgracht, er zou hier een rotonde worden aangelegd was de planning. In 1905 kwam de brug opnieuw onder de aandacht. De verzakking had tot gevolg dat er toen scheuren waren de vinden in de middelste boog. De gemeente had net een nare ervaring achter de rug met brug 46, die (naar men toen dacht) vanwege eenzelfde mankement was ingestort. Brug 38 werd daarop afgesloten voor al het verkeer, behalve voetgangers, de bogen werden daarbij ondersteund door formelen. De plaatsing van de formelen had weer tot gevolg dat ook het scheepvaartverkeer een omleiding kreeg. De geschatte kosten voor reparatie van de drie bruggen hier bedroegen 100.000 gulden, maar een definitief besluit over de demping dat uitgesteld werd, weerhield de gemeente van direct ingrijpen. Het jaar daarop werd er geld voor vrijgemaakt. Pas in mei 1907 viel een definitief besluit, de demping ging ter plaatse niet door en de bruggen konden hersteld worden. Bij de renovatie werden de bruggen enigszins afgetopt, waardoor zij voor verkeer minder steil werden. Dit werd uitgevoerd naar ideeën van Christiaan Posthumus Meyjes sr. (behoud van de schoonheid  van de brug) en Wichert Arend de Graaf (technisch gedeelte) bij de Dienst der Publieke Werken.
In januari 1908 vond de aanbesteding plaats voor 94 m³ zandsteen en 11 m³ graniet voor de drie bruggen. Het werd een omvangrijk werk aldus de planning in maart 1908. In het midden van de werkzaamheden werden een bouwput gemaakt, waarbij al het grachtenwater in die put nog weggemaald moest worden. Al met al moest er tien maanden aan de bruggen gewerkt worden, waarbij ook de fundering versterkt werd. Tijdens de werkzaamheden waren er voor diverse diensten noodbruggen geplaatst. In het voorjaar van 1909 konden de bruggen weer opengesteld worden voor het verkeer, met de mededeling dat “’t niet meer de schrik van de Amsterdamsche paarden zullen zijn”, aldus De Telegraaf van 16 januari 1909. Daarna hebben er vermoedelijk geen grote werken meer plaatsgevonden aan de brug(gen). 

## Verdwenen
Rond 1900 was op de brug nog te zien twee stenen aan weerszijden van de brug met daarin gefreesd “Anno” en “1729”. Jacob Olie en Herman Misset legden dat vast middels een foto in 1891 en tekening in 1906. Volgens Misset was ook het brugnummer uitgehakt in de middelste boog. De gegevens zijn bij de renovatie in 1908 verwijderd. In 2016 verdween ook de officieuze benaming van Oetgenssluis, naar Frans Hendricksz. Oetgens, zijn naam was namelijk al verbonden aan de Frans Hendricksz. Oetgensbrug, brug 76, in de westelijke kade van de Amstel over de Prinsengracht.

## Afbeeldingen

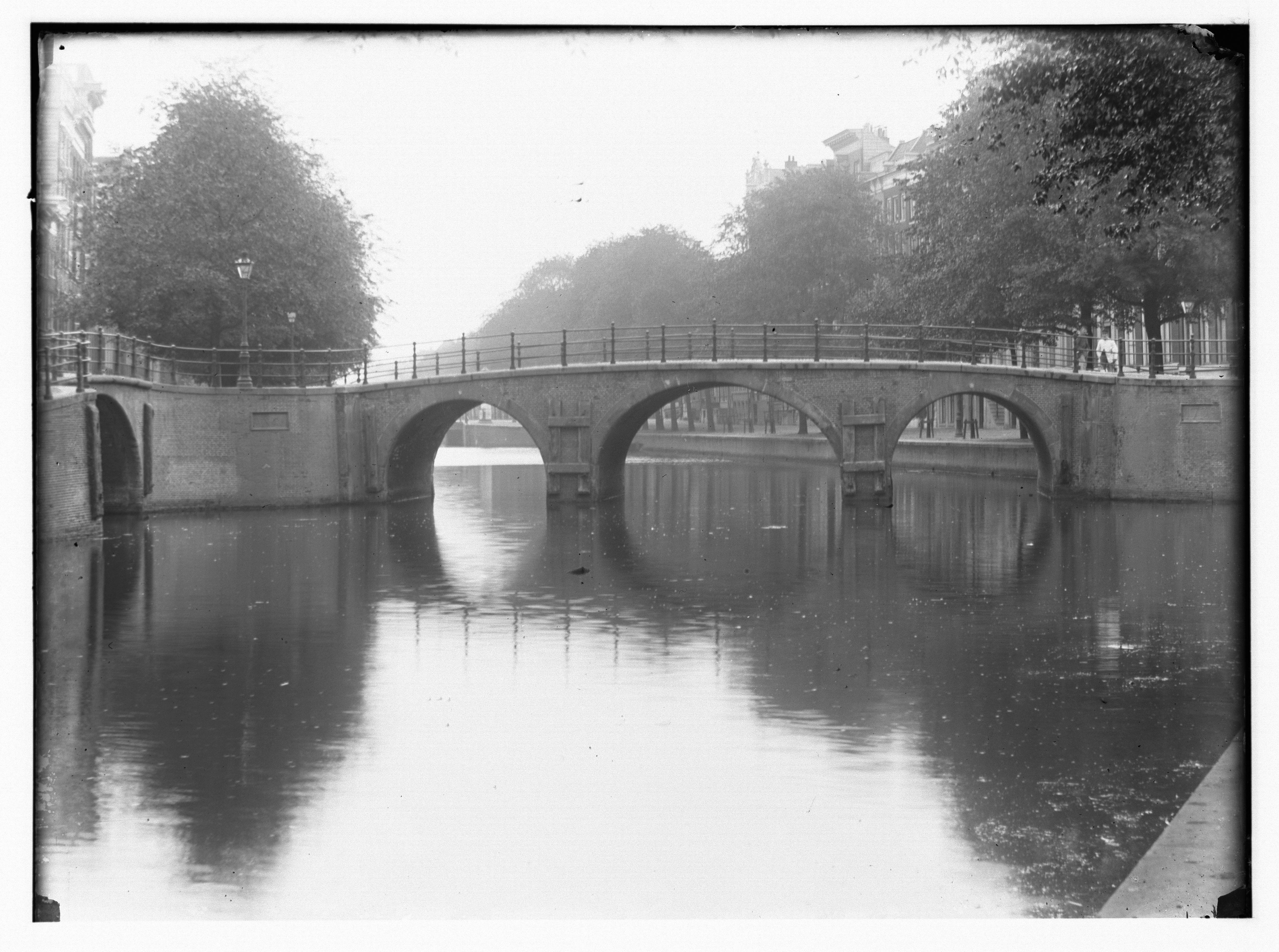
Jacob Olie 1897 met links en rechts de twee “datumstenen”
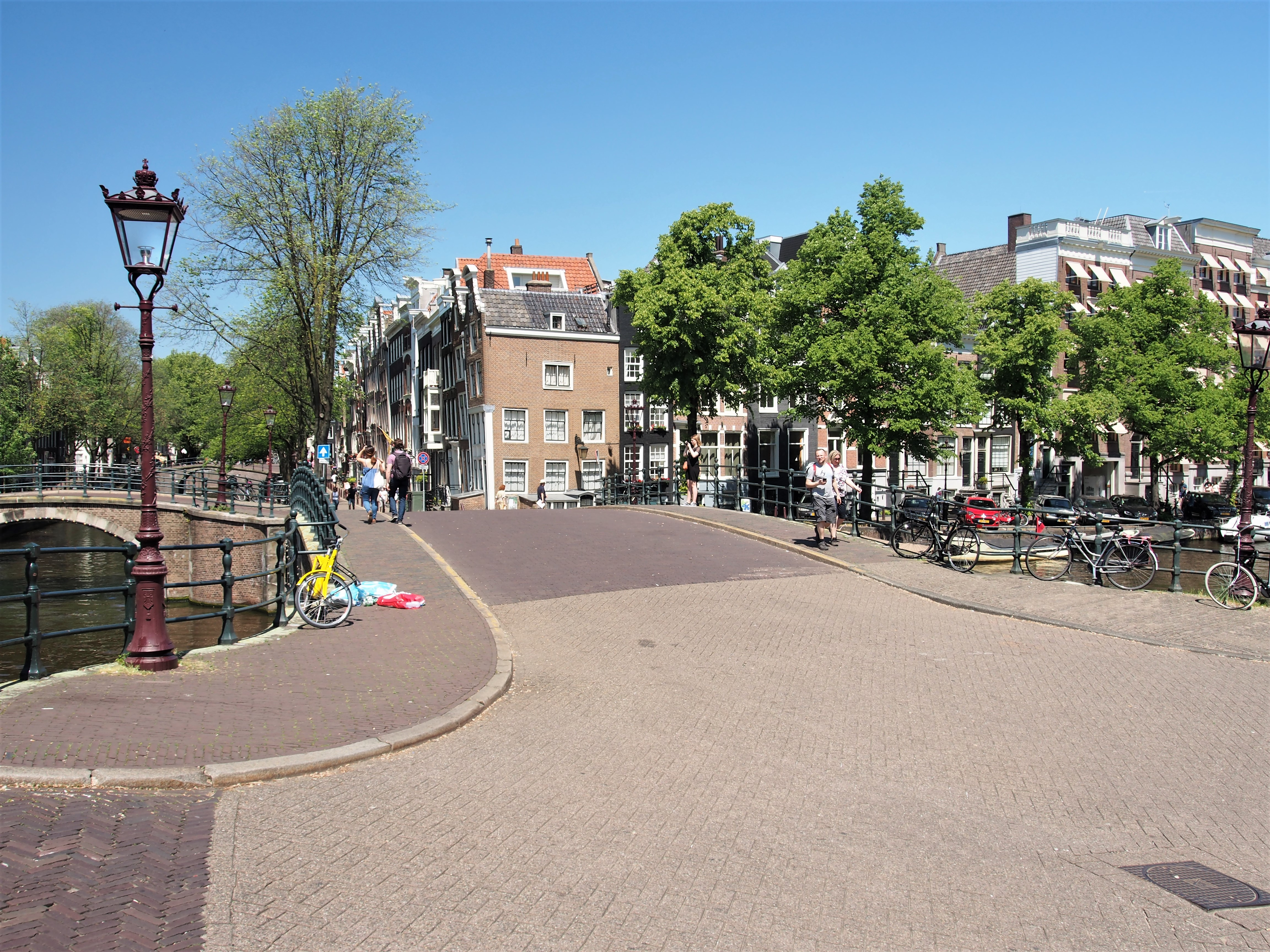
De brug (juli 2017)
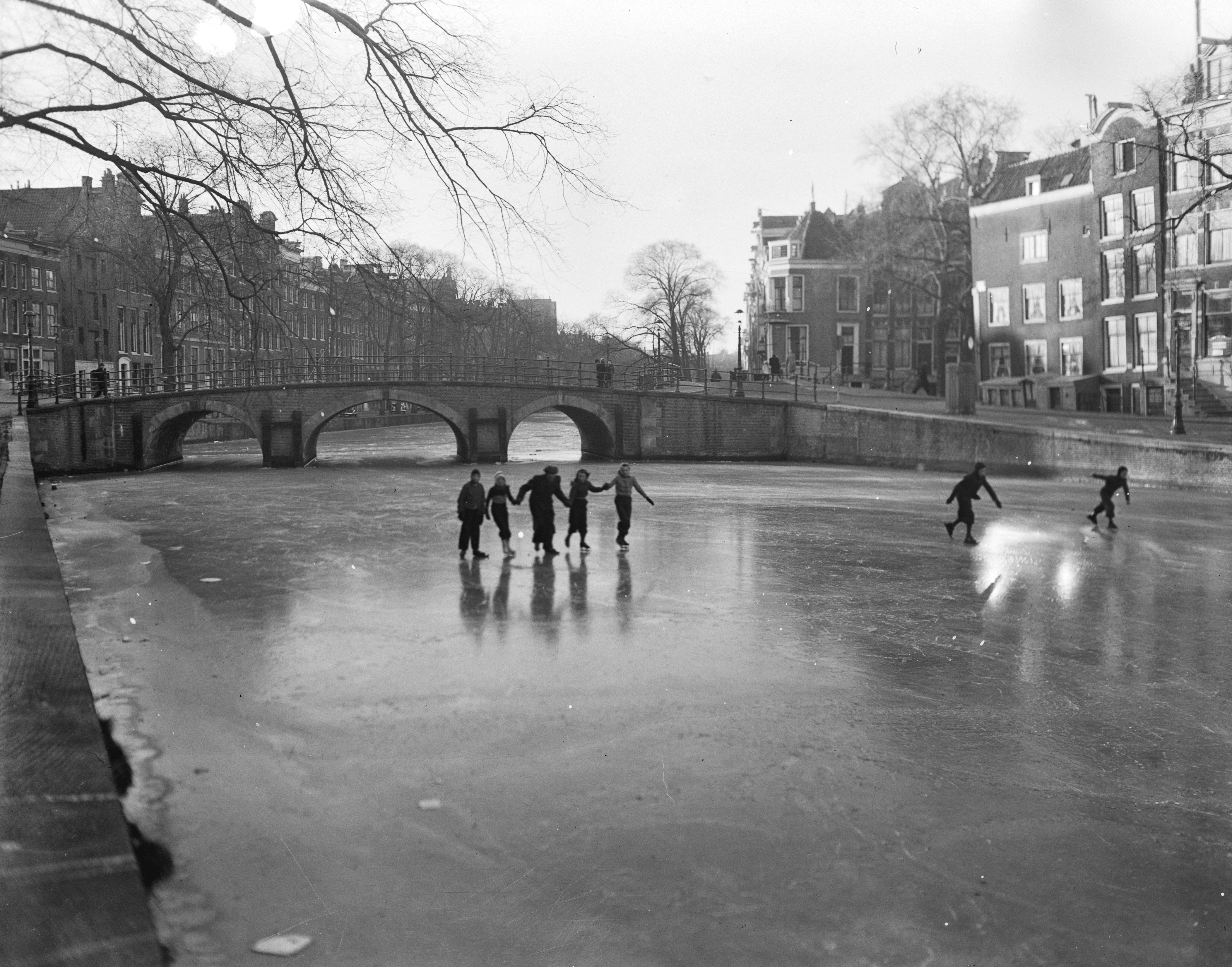
Een schaatspartij op 17 december 1946
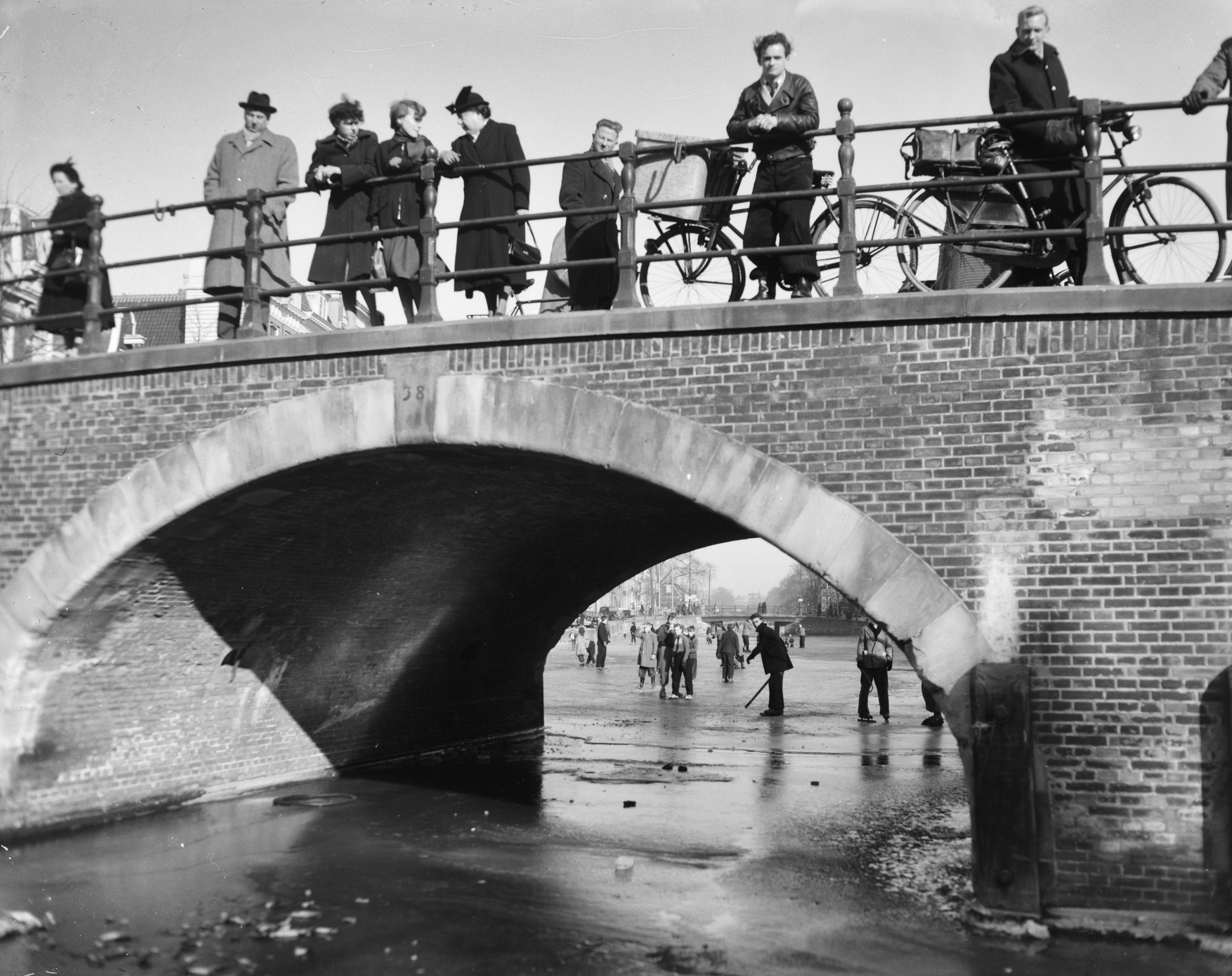
Een schaatspartij bij de brug, 2 maart 1955

1 · 2 · 3 · 4 · 5 · 6 · 7 · 8 · 9 · 10 · 11 · 12 · 13 · 14 · 15 · 16 · 17 · 18 · 19 · 20 · 21 · 22 · 23 · 24 · 25 · 26 · 27 · 28 · 29 · 30 · 31 · 32 · 34 · 35 · 36 · 37 · 38 · 39 · 40 · 41 · 42 · 43 · 44 · 45 · 46 · 47 · 48 · 49 · 50 · 51 · 52 · 53 · 54 · 55 · 56 · 57 · 58 · 59 · 60 · 61 · 62 · 63 · 64 · 65 · 66 · 67 · 68 · 69 · 70 · 71 · 72 · 73 · 74 · 75 · 76 · 77 · 78 · 79 · 80 · 81 · 82 · 84 · 85 · 86 · 87 · 88 · 89 · 90 · 91 · 92 · 93 · 94 · 95 · 96 · 97 · 98 · 99 · >>>
Brugnummers 33 en 83 zijn niet (meer) vergeven